# Sanford (Észak-Karolina)
Sanford település az Amerikai Egyesült Államok Észak-Karolina államában, Lee megyében, melynek megyeszékhelye is. Lakosainak száma 30 261 fő (2020. április 1.).

## Népesség
A település népességének változása:

| 2010 | 28 094 |
| 2020 | 30 261 |